# Paranormal Activity: The Marked Ones
Paranormal Activity: The Marked Ones är en amerikansk skräckfilm från 2014 i regi av Christopher Landon, som även står för skrivandet av filmens manus. Filmen, som är den femte filmen i Paranormal Activity-serien, hade officiell biopremiär den 3 januari 2014. Detta är också Landons andra regisserade film, efter filmen Burning Palms från 2010.
Filmen fick blandade recensioner från alla kritiker, och spelade totalt in 90 miljoner dollar världen över, med en budget på cirka 5–9 miljoner dollar.

## Handling
Filmens handling utspelar sig i Kalifornien och staden Oxnard, där den artonårige high school-studenten Jesse Arista bor tillsammans med sin pappa Cesar, sin storasyster Evette, och sin farmor Irma. I lägenheten nedanför Jesse och hans familj, bor det också en kvinna vid namn Ana Sanchez, som alla tror är en häxa. När Ana sedan hittas mördad, börjar Jesse uppleva en hel del konstiga, oförklarliga fenomen. Och när han sedan tar och undersöker saken, blir han snabbt byte för en illvillig demon.

## Rollista
- Andrew Jacobs – Jesse Arista
- Jorge Diaz – Hector Estrella
- Gabrielle Walsh – Marisol Vargas
- Renée Victor – Irma Arista
- Noemi Gonzalez – Evette Arista
- David Saucedo – Cesar Arista
- Gloria Sandoval – Ana Sanchez
- Richard Cabral – Arturo Lopez
- Carlos Pratts – Oscar Lopez
- Juan Vasquez – Santo
- Dale Heidenreich – Luis Estrella
- Molly Ephraim – Ali Rey
- Katie Featherston – Katie
  - Chloe Csengery – unga Katie
- Micah Sloat – Micah
- Jessica Tyler Brown – unga Kristi
- Hallie Foote – mormor/farmor Lois